# Pachetra clausa
Pachetra clausa là một loài bướm đêm trong họ Noctuidae.